# Кавендиш, Уильям, граф Берлингтон
Уильям Кавендиш, граф Берлингтон, профессионально также известный под именем Билл Берлингтон (англ. William Cavendish, Earl of Burlington; род. 6 июня 1969 года) — британский аристократ, фотограф, сын и наследник 12-го герцога Девонширского. Он был назван графом Берлингтоном до того, как его отец унаследовал герцогство Девоншир, и не принял титул маркиза Хартингтона, как это делали все предыдущие наследники герцогства.

## Биография
Родился 6 июня 1969 года. Единственный сын Перегрина Кавендиша, 12-го герцога Девонширского (род. 1944), и его жены, урожденной Аманды Кармен Хейвуд-Лонсдейл (род. 1944). У графа Берлингтона есть три младшие сестры, леди Селина Кавендиш, Жасмин Кавендиш и Мэри Кавендиш.
Лорд Берлингтон получил образование в Итонском колледже и Кембриджском университете. Впоследствии он изучал фотографию под руководством Хорхе Левински.
31 марта 2007 года лорд Берлингтон женился на частной церемонии на бывшей модели, модном редакторе и стилисте Лоре Энн Монтегю, урожденной Раунделл (род. 1972). Лаура является дочерью Ричарда Чарльза Раунделла, заместителя председателя Кристис, и Антеи Фрэнсис Легг. В 1996 году Лаура Раунделл вышла замуж за достопочтенного Орландо Уильяма Монтегю (род. 1971), младшего сына 11-го графа Сэндвича. Супруги развелись в 2002 году. У Уильяма и Лоры Кавендиш родилось трое детей, сын и две дочери:
- Леди Мод Кавендиш (род. март 2009)
- Джеймс Кавендиш, лорд Кавендиш (род. 12 декабря 2010), второй в линии наследования герцогства Девоншир
- Леди Элинор Кавендиш (род. 2013)[4]

Лорд Берлингтон был избран верховным шерифом Дербишира на 2019—2020 годы.

## Канцлер Университета Дерби
Лорд Берлингтон занял пост четвертого канцлера Университета Дерби на церемонии, состоявшейся в Devonshire Dome (кампус университета в городе Бакстон) в четверг 15 марта 2018 года. Он был номинирован за эту роль после того, как предыдущий канцлер, Перегрин Кавендиш, 12-й герцог Девонширский, отец лорда Берлингтона, подал в отставку в 2018 году после десяти лет в этой должности.
При объявлении этой новости в предыдущем году, лорд Берлингтон заявил, что он намерен «исполнять свои обязанности объективно, не с предвзятыми идеями» и что он был «взволнован тем, что стал частью университета, который предоставляет возможности для студентов из всех слоев общества раскрыть свой потенциал, добиться успеха в жизни и приносить пользу обществу».

## Художественная галерея
В крыле замка Лисмор, ирландской резиденции герцогов Девонширских, лорд Берлингтон основал знаменитую галерею современного искусства Lismore Castle Arts.

### Книги с фотографиями Билла Берлингтона
- Mews Style, Quiller Press Limited (1998), ISBN 1-899163-39-5
- Travels through an Unwrecked Landscape, Pavilion Books (1996), ISBN 1-85793-681-7